# Радеформвалд
Радеформвалд (њем. Radevormwald) град је у њемачкој савезној држави Северна Рајна-Вестфалија. Једно је од 13 општинских средишта округа Обербергиш. Према процјени из 2010. у граду је живјело 23.108 становника. Посједује регионалну шифру (AGS) 5374036, NUTS (DEA2A) и LOCODE (DE RDV) код.

## Географски и демографски подаци
Радеформвалд се налази у савезној држави Северна Рајна-Вестфалија у округу Обербергиш. Град се налази на надморској висини од 421 метра. Површина општине износи 53,8 km². У самом граду је, према процјени из 2010. године, живјело 23.108 становника. Просјечна густина становништва износи 430 становника/km².

## Међународна сарадња
| Мјесто | Држава    | Врста сарадње | Од    |
| ------ | --------- | ------------- | ----- |
|        | Француска | партнерство   | 1981. |
| Извор  |           |               |       |